# Sepolcro di largo Talamo
Il Sepolcro di largo Talamo è situato a largo Eduardo Talamo nella zona di San Lorenzo a Roma.

## Storia
Il sepolcro fu utilizzato dalla prima metà del I secolo d.C. fino al III secolo d.C. Le dimensioni sono consone al rango dell'importante gens Pomponia, a cui probabilmente apparteneva.
Il monumento fu scoperto per caso durante alcuni scavi del 1935 in viale dello Scalo di San Lorenzo, all'incrocio con via dei Sardi, presso il tracciato dell'antica via Collatina ed in seguito di via di Malabarba. La camera fu rinvenuta completamente interrata: l'interramento e la demolizione del tamburo furono causate dal cambiamento del livello stradale avvenuto nel III secolo d.C.
Il monumento fu ricostruito poco distante, nel nuovo alloggio di largo Eduardo Talamo, circondato da una piccola area di rispetto protetta da una cancellata.

## Descrizione
In origine il sepolcro era costituito da un tamburo cilindrico posto sopra un basamento di forma di parallelepipedo in travertino.
Nei pressi del sepolcro sono stati trovati altri monumenti funerari ed altri edifici costruiti posteriormente.
Del tamburo si è trovato un frammento di cornice costituito da un fregio con girali di acanto.
Il basamento è alto 2,70 metri e misura 5,90 metri per lato. Tra le due estremità del monumento sono incise le dimensioni del sepolcro: IN FR(ONTE) P(EDES) XXXII, IN AGR(O) P(EDES) XX (Alto trentadue piedi e largo venti piedi).
Nel rivestimento furono recuperati alcuni bolli laterizi: un primo dell'epoca di Commodo, un secondo del periodo che va dal 198 al 212 d.C. ed un terzo del un periodo che va da 205 al 212 d.C.
Tra gli altri oggetti recuperati vi sono una piccola ara con una dedica alla famiglia Pomponia, probabile proprietaria del sepolcro.

## Collegamenti
Il sepolcro è collegato con le seguenti fermate della rete tranviaria di Roma:
- | È raggiungibile dalle fermate Scalo San Lorenzo-Talamo e Scalo San Lorenzo-Sardi | del tram 3 |
- | È raggiungibile dalle fermate Scalo San Lorenzo-Talamo e Scalo San Lorenzo-Sardi | del tram 19 |